# Butaritari
Butaritari eller Butaritariatollen (även Taritari, tidigare Touching Island) är en ö i Mikronesien som tillhör Kiribati i Stilla havet.

## Geografi
Butaritari är en ö bland Gilbertöarna och ligger cirka 150 kilometer norr om huvudön Tarawa. 
Ön är en korallatoll och har en areal om ca 14,2 km² med en längd på ca 30 km och ca 15 km bred. Nordöst om huvudön ligger småöarna Namoka, Natata och Kaionobi och i nordväst småöarna Kotabu, Tikurere, Nabuni, Oteariki och Teirio. Den högsta höjden är på endast några m ö.h.
Befolkningen uppgår till ca 3 900 invånare fördelade på huvudorten Butaritari med ca 2 000 invånare och övriga orter Keuea, Kuma, Tanimaiaki, Tanimainiku, Tabonuea och Ukiangang.
Butaritari har en liten flygplats Butaritari Airport (flygplatskod "BBG") söder om Tabonuea på öns västra del för lokalt flyg.

## Historia
Ön upptäcktes den 21 december 1605 av spanske Pedro Fernández de Quirós. 
1820 namngav estnisk/ryske Adam Johann von Krusenstern öarna Iles Gilbert och Gilbertöarna blev tillsammans med Elliceöarna slutligen ett brittiskt protektorat 1892. I januari 1915 blev området en egen koloni.
I slutet på 1880-talet bodde författaren Robert Louis Stevenson en kort tid på ön.
Butaritari var högkvarteret i området för det australiensiska handelshuset "Burns Philp" mellan åren 1870 och 1914.
Under andra världskriget ockuperades området mellan 1941 och 1942 och åter under 1943 av Japan innan ön slutligen togs över av amerikanska styrkor. USA kallade hela området felaktigt för Makinatollen där Makin är en egen liten ögrupp ca 3 km nordväst om Butaritari. Efter andra världskriget återgick ön under brittisk överhöghet.
År 1971 erhöll Gilbertöarna autonomi och blev i juli 1979 en självständig nation med namnet Kiribati.